# Mu Arae c
μ Arae c (или HD 160691 c) е екзопланета, една от четирите дотогава известни планети в орбита около звездата μ Arae.